# Pascal Dion
Pascal Dion (Montréal, 8 agosto 1994) è un pattinatore di short track canadese, vincitore di bronzo ai Giochi olimpici invernali di Pyeongchang 2018 nel concorso della staffetta 5.000 metri.

## Palmarès

### Olimpiadi
- 2 medaglie:
  - 1 oro (staffetta 5000 m a Pechino 2022);
  - 1 bronzo (staffetta 5000 m a Pyeongchang 2018).

### Mondiali
- 5 medaglie:
  - 3 argenti (staffetta 5000 m a Montréal 2018; classifica generale e 1500 m a Montréal 2022);
  - 2 bronzi (staffetta 5000 m a Montréal 2022; 1500 m a Seul 2023).